# Trung Vụ Tỉnh (Nhật Bản)
Bản mẫu:Sync
Trung Vụ Tỉnh (中務省 Nakatsukasa-shō) là một trong tám bộ của Triều đình Nhật Bản thời kỳ phong kiến, được thành lập vào Thời kỳ Asuka và được chính thức hóa vào Thời kỳ Heian. Bộ này bao gồm những nhân viên thuộc Hoàng gia Nhật Bản mà chức phận của họ khiến họ gần gũi với Thiên hoàng.
Trung vụ tỉnh có Đường danh là Trung thư tỉnh(中書省) và Hòa danh là Naka no matsurinogoto no tsukasa (なかのまつりごとのつかさ).

## Nhìn chung
Trung Vụ Tỉnh trở thành một cơ quan chính phủ lo những việc có liên quan tới Thiên hoàng. Nghi lễ của Hoàng gia Nhật Bản thay đổi theo thời gian.

## Lịch sử
Bản chất nghi lễ của Hoàng gia đã thay đổi theo thời gian.

## Hệ thống cấp bậc
Các chức vụ trong Trung Vụ Tỉnh bao gồm:
- Trung Vụ khanh (中務卿 Nakatsukasa-kyō?). Chức quan này có nhiệm vụ trông coi những cơ quan cấp dưới của Triều đình; và người giữ chức quan này có đặc quyền mang kiếm trước mặt Thiên hoàng.[2]
- Trung Vụ Đại phụ (中務大輔 Nakatsukasa-taifu?).[2]
- Trung Vụ Thiếu phụ (中務少輔 Nakatsukasa-shōfu?).[2]
- Trung Vụ Đại thừa (中務大丞 Nakatsukasa dai-shō?).[2]
- Trung Vụ Thiếu thừa (中務少丞 Nakatsukasa shō-shō?).[2]
- Thị tòng (侍従 Jijū?). Có 8 vị trí Thị tòng như thế này. Mỗi Thị tòng đều có chức vị ngang hàng với những Thị tòng còn lại[2]

Trong Thời kỳ Minh Trị, một chức quan coi ngựa được thêm vài đoàn tùy tùng của nhà vua. Được giải thích như trong 1 trích đoạn của Sắc lệnh thứ 113 năm Minh Trị thứ 29 (1896) (明治29年勅令第113号):
"Thị tòng võ quan (侍従武官 jijū bukan) sẽ thực hiện nghĩa vụ theo hầu và relay to him những sự vụ và mệnh lệnh quân sự, hiện diện tại các buổi duyệt binh (dưới danh nghĩa Thiên hoàng) và theo hầu Thiên hoàng trong các buổi lễ và phòng vấn."
- Nội Xá nhân (内舎人 Udoneri?), 90 người nắm giữ vị trí này, và khi một Nhiếp chính trở thành một Quan bạch, những Nội Xá nhân này phụng lệnh của Quan bạch đó. Nếu Thiên hoàng chỉ mới là một đứa trẻ hay Thiên hoàng là nữ thì một Quan bạch được chọn làm người đại diện cho Thiên hoàng và nắm giữ đại quyền thay mặt cho Thiên hoàng. Như vậy Chinh di Đại tướng quân không thể làm việc gì mà không được sự cho phép của ông ta. Khi Thiên hoàng đích thân nắm đại quyền, các Nội xá nhân thường bị bỏ qua.[2]
- Đại Nội ký (大内記 Dai-naiki?).[2]
- Thiếu Nội ký (少内記 Shō-naiki?). Các nhân viên này phải rất thành thạo trong việc affairs of China and Japan, ho5bie6n tập những chỉ dụ, huấn lệnh, văn kỷ niệm và thư từ của Thiên hoàng. Vì vậy chỉ có những người tài giỏi nhất mới được tuyển chọn vào vị trí này.[2]
- Giám vật (監物 Kenmotsu?).[2]
- Trung cung Đại phu (中宮大夫 Chūgū-daibu?).[2]
- Trung cung Quyền Đại phu (中宮権大夫 Chūgū-gon-no-daibu?).[2]
- Nội xá Nhân đầu (内舎人頭 Udoneri-no-kami?).[2]
- Nội Tàng đầu (内蔵頭 Kura-no-kami?).[2]
- Nội Tàng Quyền đầu (内蔵権頭 Kura-no-gon-no-kami?).[2]
- Phùng Điện đầu (縫殿頭 Nui no kami?).[2]
- Âm dương đầu (陰陽頭 On'yō-no-kami?)[2] -- xem Âm dương đạo.
- Lịch Bác sĩ (暦博士 Reki-hakase?).[2]
- Phu văn Bác sĩ (天文博士 'Tenmon-hakase?).[2]
- Lậu khắc Bác sĩ (漏刻博士 Rōkoku-hakase?).[2]
- Nội Tượng đầu (内匠頭 Takumi-no- kami?).[2]